# Firuzabad-toren

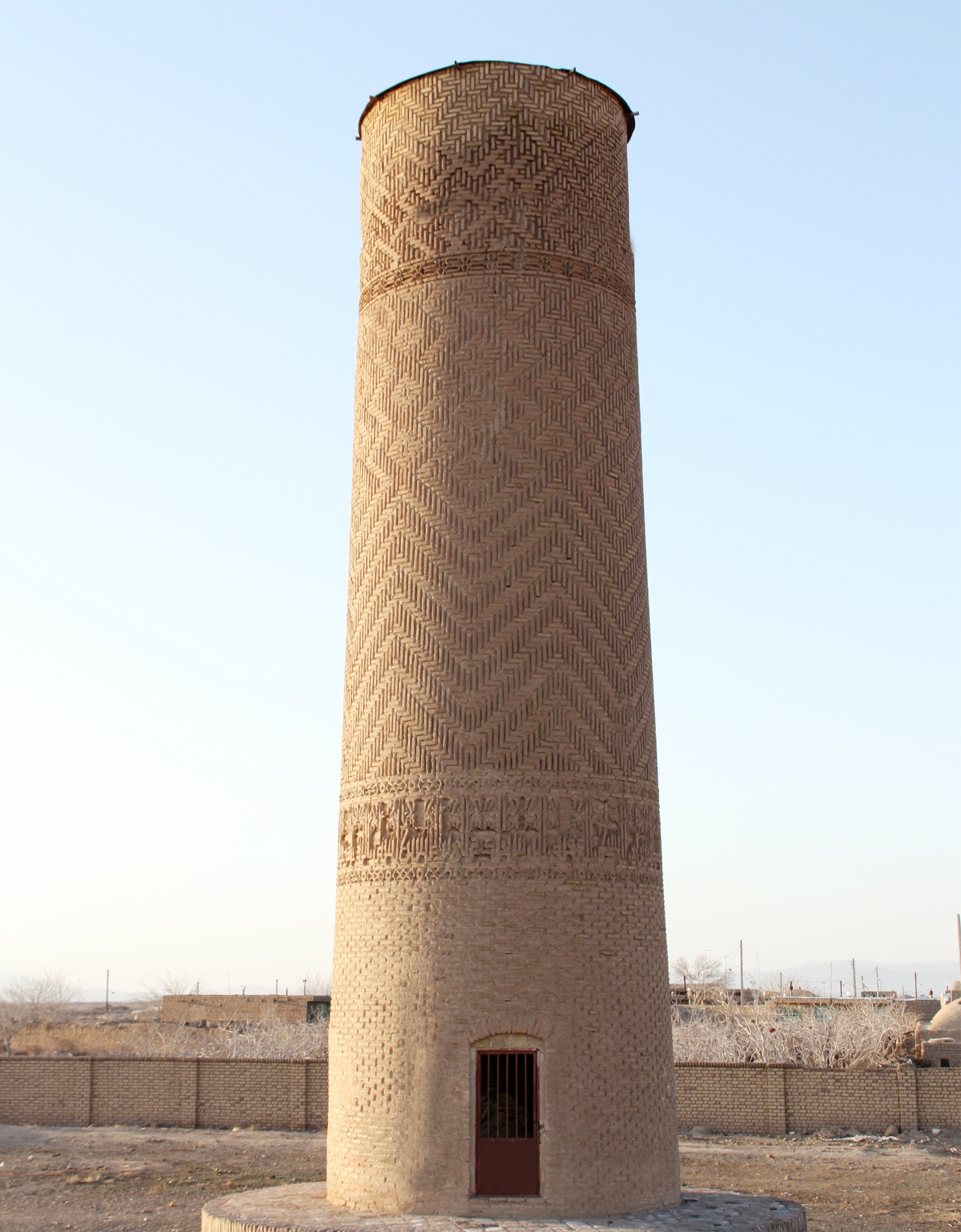
Firuzabad-toren

De Firuzabad-toren (Perzisch: برج فیروزآباد) is een historische toren uit het Seltsjoekentijdperk en ligt op 17 km ten zuiden van Bardaskan in het dorp Firuzabad, gelegen in de provincie Razavi-Khorasan.